# Yuta Nakayama
Yuta Nakayama (中山 雄太 Nakayama Yuta?), född 16 februari 1997, är en japansk fotbollsspelare som spelar för Machida Zelvia.

## Klubbkarriär
Nakayama blev utsedd till J.Leagues Rookie of the Year 2017.
Den 15 juli 2022 värvades Nakayama av EFL Championship-klubben Huddersfield Town, där han skrev på ett tvåårskontrakt. I augusti 2024 återvände Nakayama till Japan och skrev på för Machida Zelvia.

## Landslagskarriär
I november 2022 blev Nakayama uttagen i Japans trupp till VM 2022, men blev tvungen att dra sig ur efter en hälseneskada.